# Западна Бата
Западна Бата е департамент, разположен в регион Бата, Чад. Департаментът се поделя на под-префектурите: Ати, Джеда, Кунджуру. Негов административен център е град Ати.